# 힙합플레이야 페스티벌
힙합플레이야 페스티벌(Hiphopplaya Festival)은 대한민국 대표 힙합 매체인 힙합플레이야에서 개최하는 대한민국 최대의 힙합 페스티벌이다.

## 연혁

### 2016년
- 일시 : 2016.04.09(토)
- 장소 : 서울 난지 한강 공원
- 라인업 : 에픽하이, 도끼, 빈지노, 더콰이엇, 크러쉬, 딘, 팔로알토, 허클베리피, 비프리, 바스코, 천재노창, 기리보이, 딥플로우, 넉살, 던밀스, 우탄, 오디, JJK, 올티, 화지, 일리닛, 비와이, 나플라, 루피, 오왼, 블루, DJ SON

### 2017년
- 일시 : 2017.04.08(토)
- 장소 : 서울 난지 한강 공원
- 라인업
  - 메인 스테이지 : 도끼, 더콰이엇, 박재범, 이센스, 비와이, 씨잼, 로꼬, XXX, 팔로알토, 허클베리피, 넉살, 던밀스, 딥플로우, 우탄, 오디, 리듬파워, 창모, 김효은, 해쉬스완
  - 서브 스테이지 : 나플라, 식케이, 저스디스, 김태균, 서사무엘, 리짓군즈

### 2018년
- 일시 : 2018.04.07(토)
- 장소 : 서울 난지 한강 공원
- 라인업
  - 메인 스테이지 : 박재범, 다이나믹 듀오, 리듬파워, 넉살, 던밀스, 딥플로우, 우탄, 오디, 빅원, 저스디스, 팔로알토, DPR LIVE, 나플라, 루피, 오왼, 블루, 영웨스트, 리짓군즈, 식케이, pH-1, 우디고차일드
  - 서브 스테이지 : 허클베리피, 기리보이, 해쉬스완, 올티, 노엘

### 2019년
- 일시 : 2019.04.28(토)~2019.04.29(일)
- 장소 : 서울 난지 한강 공원
- 라인업
  - 28일(토) : 지코, 크러쉬, 딘, DPR LIVE, 나플라, 루피, 우원재, 콜드, pH-1, 페노메코, 딥플로우, 넉살, 우탄, 오디, QM, 웹스터 비, 김승민, 오르내림, 최엘비, 소마, 아쉬루
  - 29일(일) : 빈지노, 이센스, 팔로알토, 비와이, 창모, 수퍼비, XXX, 쿠기, 허클베리피, 키드밀리, 저스디스, 영비, 노엘, 재키와이, 올티, 소울다이브, 리짓군즈, MBA, 심바자와디, 쿤디판다, 언에듀케이티드 키드

### 2020년
- 일시 : 2020.04.25(토)~2020.04.26(일)
- 장소 : 서울 난지 한강 공원
- 라인업 
  - 25일(토) : 박재범, 빈지노, 창모, 염따, 사이먼 도미닉, 더콰이엇, 팔로알토, 딥플로우, 스윙스, 기리보이, 식케이, pH-1, 허클베리 피, 레디, 애쉬 아일랜드, 키드밀리, 저스디스, 양홍원, 소마, 솔, 다운
  - 26일(일) : 지코, 크러쉬, 송민호, DPR LIVE, 비와이, 수퍼비, 페노메코, 나플라, 루피, 블루, 쿠기, 리짓 군즈, MBA, 언에듀케이티드 키드, 후디, 소금, 릴러말즈, 제네 더 질라, 심바자와디, 쿤디판다